# Ullikummi
Ullikummi (übersetzt wahrscheinlich Zerstörer der Kummiya) ist ein riesenhafter Steindämon der hurritischen Mythologie, die von den Hethitern übernommen wurde. Er ist ein Feind von  Teššub. 
Kumarbi, der Korngott in der hurritisch-hethitischen Mythologie, der den Beinamen „Vater der Götter“ trug, wurde von seinem Sohn Teššub gestürzt, den er durch Anu ungewollt empfangen hatte. Er kann den Verlust seiner Herrschaft nicht ertragen und versichert sich der Unterstützung des Gottes des Meeres. Nach einer anderen Variante heiratet er die Tochter des Seegottes und zeugt mit ihr Ullikummi. Dieser besteht vollständig aus kukunuzzi-Stein, einem Diorit.
Die Irširra-Ammengöttinnen verstecken den noch jungen Ullikummi auf der rechten Schulter des Weltenriesen Ubelluri, der wie Atlas die Welt auf seinen Armen trägt. Dort wächst Ullikummi in die Höhe und erstarkt zu ungeheurer Größe, so dass sein Schatten bald die Welt verdunkelt. Er wird vom Sonnengott Šimige entdeckt, der umgehend den Wettergott Teššub informiert. Dieser sendet Ištar/Šawušga, die versucht, den Steinriesen mit ihren Verführungskünsten unschädlich zu machen. Doch da der Steinriese blind und taub ist, nützt das alles nichts. Nun greift Teššub selbst mit Donner und Regen an, doch seine Waffen bleiben erfolglos. So siegt Ullikummi, zwingt Teššub zur Abdankung und wird selbst Götterkönig. 
Teššub appelliert an Ea, die Götter im Süßwasser-Ozean des Abzu anzurufen, um zu sehen, was getan werden könne, um der verzweifelten Situation gerecht zu werden. Ea konsultiert Enlil, der ihm zeigt, wo er die mythische Sichel aus Kupfer finden könne, mit der einst Himmel und Erde getrennt wurden. Mit der Hilfe des weisen Ea gelingt es, Ullikummi wieder zu stürzen, indem er seine Füße mit dieser Sichel abschneidet und zerstört. Teššub erlangt erneut die Macht und herrscht über die Erde.
Der ganze Mythos steht in Verbindung mit einem Frühlingsfest, was die erneute Herrschaft von Teššub darstellt.

## Parallelen
In der vergleichbaren Legende von Zeus und Typhon stürzt Zeus einen riesigen Berg über Typhon, der nun unter diesem (dem Ätna) gefangen ist und gelegentlich die Erde zum Beben bringt, weil er wütend auf Rache sinnt. Interessanterweise wird Kronos mit dem Attribut einer Sichel dargestellt.
Die Geschichte weist auch Parallelen zur Gefangenschaft Lokis und zur persischen Literatur Schahname auf, wo der Bösewicht im Krater des Damavand eingesperrt wird. Das spricht für eine erfolgreiche Verbreitung des Mythos während der Herrschaft der Hethiter.